# 潘恆生
潘恆生（英語：Poon Hang Sang；?9月10日—），香港電影攝影師，香港專業電影攝影師學會（HKSC）專業會員，曾獲得香港電影金像獎及金馬獎最佳攝影。亦時在電影中幕前演出，其中在周星馳電影《大內密探零零發》客串諧角「阿發外父」（主角零零發的岳父）而最為大眾所注意。

## 簡歷
潘恆生1976年畢業於香港浸會書院（香港浸會大學前身）傳理系，主修電影。
他與很多電影系畢業生一樣，本以導演為目標，但眼見很多當PA（助導）的同學以做雜務為主，決定先學一門技術再找機會轉為導演。於是他加入香港電台成為收音師，約一年後對收音工作感到厭倦，此時香港電台內部辦了一個攝影師課程，他便報名轉至攝影崗位學習。在香港電台的七至八年間，曾參與拍攝《香江歲月》、《執法者》、《歲月山河》的兩個單元《我家的女人》和《霸王別姬》等節目。學習攝影期間常出任演員的「燈光替身」。
後期他請假兼職擔任電影《似水流年》及《我為你狂》（參與半部）的攝影師，即獲得電影界好評及提名香港電影金像獎。1985年3 月正式離開香港電台，成為電影攝影師，首年的作品之一《生死線》即獲得香港電影金像獎最佳攝影。至1990年代初，先後共獲得香港電影金像獎最佳攝影及金馬獎最佳攝影各兩次。直至2000年代，一直活躍於香港電影圈。
與不少電影幕後人員一樣，潘恆生常被劇組邀請客串演出幕前角色。1998年他在周星馳電影《大內密探零零發》飾演的角色「阿發外父」（主角零零發的岳父），成為他的幕前代表作，他更在該片劇情中獲得了「最佳男主角」獎項。在一個訪問中，稱他的演技可能是在擔任「燈光替身」時鍛鍊出來。
2011年，執導及監製中國內地電影《紫宅》。
2010年代後期起，返回母校香港浸會大學擔任電影學院專任導師。
2016年，獲美國影藝學院（AMPS）委任為奧斯卡金像獎評審。

## 攝影作品
| 年份 | 名稱                         | 備註 |
| ---- | ---------------------------- | ---- |
| 1984 | 似水流年                     |      |
| 1984 | 我為你狂                     |      |
| 1985 | 補鑊英雄                     |      |
| 1985 | 生死線                       |      |
| 1986 | 刀馬旦                       |      |
| 1987 | 倩女幽魂                     |      |
| 1988 | 喜寶                         |      |
| 1989 | 急凍奇俠                     |      |
| 1990 | 滾滾紅塵                     |      |
| 1991 | 縱橫四海                     |      |
| 1992 | 阮玲玉                       |      |
| 1994 | 青春火花:32                  |      |
| 1995 | 西遊記第壹佰零壹回之月光寶盒 |      |
| 1995 | 西遊記大結局之仙履奇緣       |      |
| 1996 | 新上海灘                     |      |
| 1998 | 我是誰                       |      |
| 2001 | 毒家交易                     |      |
| 2004 | 功夫                         |      |
| 2006 | 霍元甲                       |      |
| 2008 | 長江7號                      |      |
| 2010 | 月滿軒尼詩                   |      |
| 2010 | 葉問2                        |      |

## 幕前演出作品
| 年份 | 名稱           | 角色               |
| ---- | -------------- | ------------------ |
| 1992 | 我愛扭紋柴     | 講圍頭話的圍村村長 |
| 1993 | 濟公           | 國清寺住持         |
| 1996 | 大內密探零零發 | 阿發岳父           |
| 2001 | 庭院裡的女人   | 大廚               |
| 2006 | 老馮日記       | 倫父               |
| 2008 | 長江7號        | 記者               |
| 2023 | 死屍死時四十四 | 父                 |

## 獎項及提名
| 年份 | 頒獎典禮             | 獎項     | 作品     | 名單                           | 結果 |
| ---- | -------------------- | -------- | -------- | ------------------------------ | ---- |
| 1985 | 第4屆香港電影金像獎  | 最佳攝影 | 似水流年 | 潘恆生                         | 提名 |
| 1986 | 第5屆香港電影金像獎  | 最佳攝影 | 生死線   | 潘恆生                         | 獲獎 |
| 1987 | 第6屆香港電影金像獎  | 最佳攝影 | 刀馬旦   | 潘恆生                         | 提名 |
| 1988 | 第7屆香港電影金像獎  | 最佳攝影 | 倩女幽魂 | 潘恆生、李嘉高、劉滿棠、黃永恆 | 提名 |
| 1989 | 第8屆香港電影金像獎  | 最佳攝影 | 喜寶     | 鮑起鳴、潘恆生                 | 提名 |
| 1990 | 第9屆香港電影金像獎  | 最佳攝影 | 急凍奇俠 | 潘恆生                         | 提名 |
| 1990 | 第27屆金馬獎         | 最佳攝影 | 滾滾紅塵 | 潘恆生                         | 獲獎 |
| 1991 | 第10屆香港電影金像獎 | 最佳攝影 | 滾滾紅塵 | 潘恆生                         | 提名 |
| 1991 | 第28屆金馬獎         | 最佳攝影 | 阮玲玉   | 潘恆生                         | 獲獎 |
| 1993 | 第12屆香港電影金像獎 | 最佳攝影 | 阮玲玉   | 潘恆生                         | 獲獎 |
| 1997 | 第16屆香港電影金像獎 | 最佳攝影 | 新上海灘 | 潘恆生                         | 提名 |
| 1998 | 第35屆金馬獎         | 最佳攝影 | 我是誰   | 潘恆生                         | 提名 |
| 2005 | 第24屆香港電影金像獎 | 最佳攝影 | 功夫     | 潘恆生                         | 提名 |
| 2011 | 第30屆香港電影金像獎 | 最佳攝影 | 葉問2    | 潘恆生                         | 提名 |

## 外部連結
- 潘恆生在香港影庫上的簡介
- 潘恆生在互联网电影资料库（IMDb）上的資料（英文）
- 潘恆生在豆瓣上的资料（简体中文）